# Люботинский проспект
Люботи́нский проспект — проспект в Московском районе Санкт-Петербурга. Проходит от Заставской до Рощинской улицы, где переходит в Сызранскую улицу.

## История
Название Люботинский проспект известно с 1908 года; дано по городу Люботину Харьковской губернии Российской империи.
Первоначально проходил от Рощинской улицы до Витебского проспекта. Участок от Заставской улицы до Витебского проспекта закрыт в 1950-е годы.

## Достопримечательности
- Завод «Скания-Питер»
- Хлебтранс
- Акционерное общество «Автопарк № 1 «Спецтранс»
- Петербурггаз